# Shropshire Blue
Lo Shropshire Blue è un formaggio tradizionale britannico.

## Storia
Lo Shropshire Blue venne prodotto per la prima volta negli anni 1970 nella latteria Castle Stuart di Inverness, in Scozia, da Andy Williamson, un fabbricante di formaggi che si era specializzato nella produzione dello Stilton nel Nottinghamshire. Il formaggio era conosciuto per la prima volta come Inverness-shire Blue o Blue Stuart, ma alla fine venne commercializzato come Shropshire Blue, un nome scelto per aumentare la sua popolarità, nonostante non avesse alcun legame con la contea dello Shropshire.
In seguito alla chiusura del caseificio negli anni ottanta, la preparazione del formaggio continuò grazie a Elliot Hulme ed Harry Hanlin del Cheshire ma, ancora una volta la produzione cessò presto. Il formaggio viene oggi prodotto dalle latterie di Long Clawson (nel Leicestershire), Cropwell Bishop e Colston Bassett, entrambi nel Nottinghamshire. Dal 2010, lo Shropshire Blue viene prodotto dalla Shropshire Cheese Company, una fattoria al confine con il Galles.
Secondo quanto dichiara l'azienda Westry Roberts dello Shropshire, il formaggio sarebbe nato nella contea che ne porta il nome negli anni settanta; un articolo archiviato del 1977 sembrerebbe sostenere tale reclamo.

## Caratteristiche
Lo Shropshire Blue è un formaggio erborinato a base di latte vaccino pastorizzato e utilizza caglio vegetale. Il colore arancione deriva dall'aggiunta di annatto, una colorazione alimentare naturale. Le venature sulla superficie sono prodotte dal fungo penicillium roqueforti.
Il formaggio ha una crosta di colore arancio-marrone scuro e matura per un periodo che varia dalle 10 alle 12 settimane con un contenuto di grasso di circa il 48%. Viene realizzato in modo simile allo Stilton, è un formaggio morbido dal sapore forte e deciso e presenta un aroma leggermente piccante. È leggermente pungente ma più dello Stilton ed è solitamente più cremoso.